# Campeonato Nacional de Cuba 2016
El Campeonato Nacional de Cuba 2016 será la edición número 105 del Campeonato Nacional de Cuba.

## Formato
En el torneo participarán diez equipos que jugarán dos veces entre sí mediante el sistema todos contra todos, totalizando 18 partidos cada uno. Al término de las 18 jornadas el club con el mayor puntaje se proclamará campeón y junto al subcampeón, de cumplir con los requisitos establecidos, podrá participar en el Campeonato de Clubes de la CFU 2017. Por otra parte, los dos últimos clasificados jugarán el play-off de relegación.

## Equipos participantes
| Pos.    | Equipo                 | Ciudad                      | Estadio                       | Capacidad |
| ------- | ---------------------- | --------------------------- | ----------------------------- | --------- |
| 1       | Camagüey               | Provincia de Camagüey       | Estadio Patricio Lumumba      | 1000      |
| 2       | Cienfuegos             | Cienfuegos                  | Estadio Luis Pérez Lozano     | 4000      |
| 3       | La Habana FC           | La Habana                   | Pedro Marrero                 | 2000      |
| 4       | Villa Clara            | Provincia de Villa Clara    | Estadio Camilo Cienfuegos     | 5000      |
| 5       | FC Santiago de Cuba    | Santiago de Cuba            | Estadio Antonio Maceo         | 5000      |
| 6       | Guantánamo             | Provincia de Guantánamo     | Estadio Nguyen Van Troi       | 5000      |
| 7       | Ciego de Ávila         | Provincia de Ciego de Ávila | Estadio Sergio Alonso Grandal | 3000      |
| 8       | Las Tunas              | Las Tunas                   | Estadio Ovidio Torres         | 2000      |
| 10      | FC Isla de la Juventud | Isla de la Juventud         | Estadio El Rodeo de Nueva     | 2000      |
| PO (SD) | Granma                 | Provincia de Granma         | Estadio Mártires de Barbados  | 2000      |

### Ascensos y Descenso
| Pos. | Ascendidos de |
| ---- | ------------- |
| PO   | Granma        |

| Pos. | Descendidos de     |
| ---- | ------------------ |
| PO   | Sancti Spíritus FC |

## Tabla de posiciones
Actualizado el 13 de octubre de 2016.
| Pos. | Equipo                 | PJ | PG | PE | PP | GF | GC | DG  | Pts. | Clasificado a                                 |
| ---- | ---------------------- | -- | -- | -- | -- | -- | -- | --- | ---- | --------------------------------------------- |
| 1    | Villa Clara            | 18 | 11 | 3  | 4  | 33 | 19 | +14 | 36   | Campeón y Campeonato de Clubes de la CFU 2017 |
| 2    | Guantánamo             | 18 | 11 | 3  | 4  | 32 | 19 | +13 | 36   | Campeonato de Clubes de la CFU 2017           |
| 3    | La Habana FC           | 18 | 11 | 2  | 5  | 34 | 17 | +17 | 35   |                                               |
| 4    | FC Santiago de Cuba    | 17 | 9  | 4  | 4  | 21 | 14 | +7  | 31   |                                               |
| 5    | Ciego de Ávila         | 18 | 7  | 5  | 6  | 32 | 24 | +8  | 26   |                                               |
| 6    | Las Tunas              | 18 | 6  | 5  | 7  | 28 | 33 | -5  | 23   |                                               |
| 7    | Granma                 | 18 | 5  | 4  | 9  | 27 | 40 | -13 | 19   |                                               |
| 8    | Camagüey               | 18 | 5  | 3  | 10 | 18 | 25 | -7  | 18   |                                               |
| 9    | FC Isla de la Juventud | 17 | 4  | 3  | 10 | 17 | 30 | -13 | 15   | Play-offs de relegación                       |
| 10   | Cienfuegos             | 18 | 3  | 2  | 13 | 11 | 32 | -21 | 11   | Play-offs de relegación                       |